# Just 4 Fun
Just 4 Fun var en norsk musikgrupp som bestod av Marianne Antonsen, Jan Groth, Eiríkur Hauksson och Hanne Krogh.
Gruppen, som hade flera småhits, slog igenom när de deltog för Norge i Eurovision Song Contest 1991 i Rom, Italien med låten "Mrs. Thompson". Låten slutade på sjuttonde plats med endast 14 poäng. Efter tävlingen delade gruppen på sig, men framträder tillsammans på bland annat julkonserter.

## Diskografi

### Album
- 1990 – Ren 60
- 1991 & 2008 – Those Were the Days (samlingsalbum)
- 1991 – Mrs. Thompson (mini-album, kassett)

### Singlar
- 1991 – "Mrs. Thompson"
- 1991 – "A Dream And A Prayer"